# 小周天

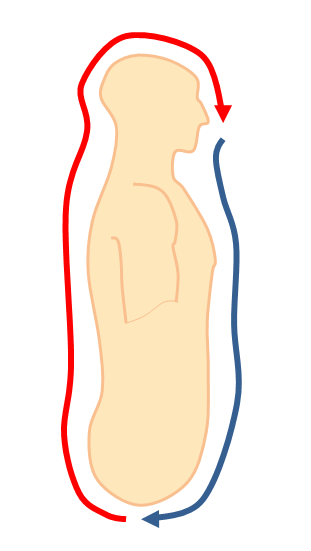
小周天

小周天（しょうしゅうてん）は煉丹術（気功法）の一つ。大周天を行する基礎になるため、築基の法とも呼ばれる。

## 概要
煉己、調薬、採薬、封固、煉薬、採丹の工程があり、以降大周天に移る。
煉己：先ず生活の中で浪費した精を補うため(補精)心を虚にし呼吸を沈細にし精の生ずるのを待つ。
この際の呼吸は文火(息)であり、それはすなわち心が呼吸に囚われぬことである。

調薬：このように呼吸に意を凝らすことなく(文火)心静かに単座し、丹田に微弱な熱感や旋動感、流動感が生じたならば呼吸に意を凝らし(武火/息)性器、蟻の門渡り、穀道を引き上げるようにして外部に精が排出されぬようにする。その精を丹田にとどめ、一粒の陽気と感づるところまで保ち、丹田より動かなくなれば文火に切り替え温養する。
採薬：やがて丹田に融々とした熱感(薬)が生じ性器が勃起したならば、再び武火を持って丹田にとどめる。

封固：やがて薬が丹田に収まれば文火に切り替え温養する。

煉薬：次に周天を行う。その方法は呼吸に沿って会陰穴、督脈、泥丸、任脈を通し丹田に帰す。すなわち武火をもって行う。
採丹：幾度か、あるいは一年ほど周天を繰り返すと止火の候が生ずる。これは眼球から臍に掛けて月光のような白光が起きる。
この候が三度生じた後周天を止める。すなわち丹の完成である。以降大周天に移る。